# پالمیانو

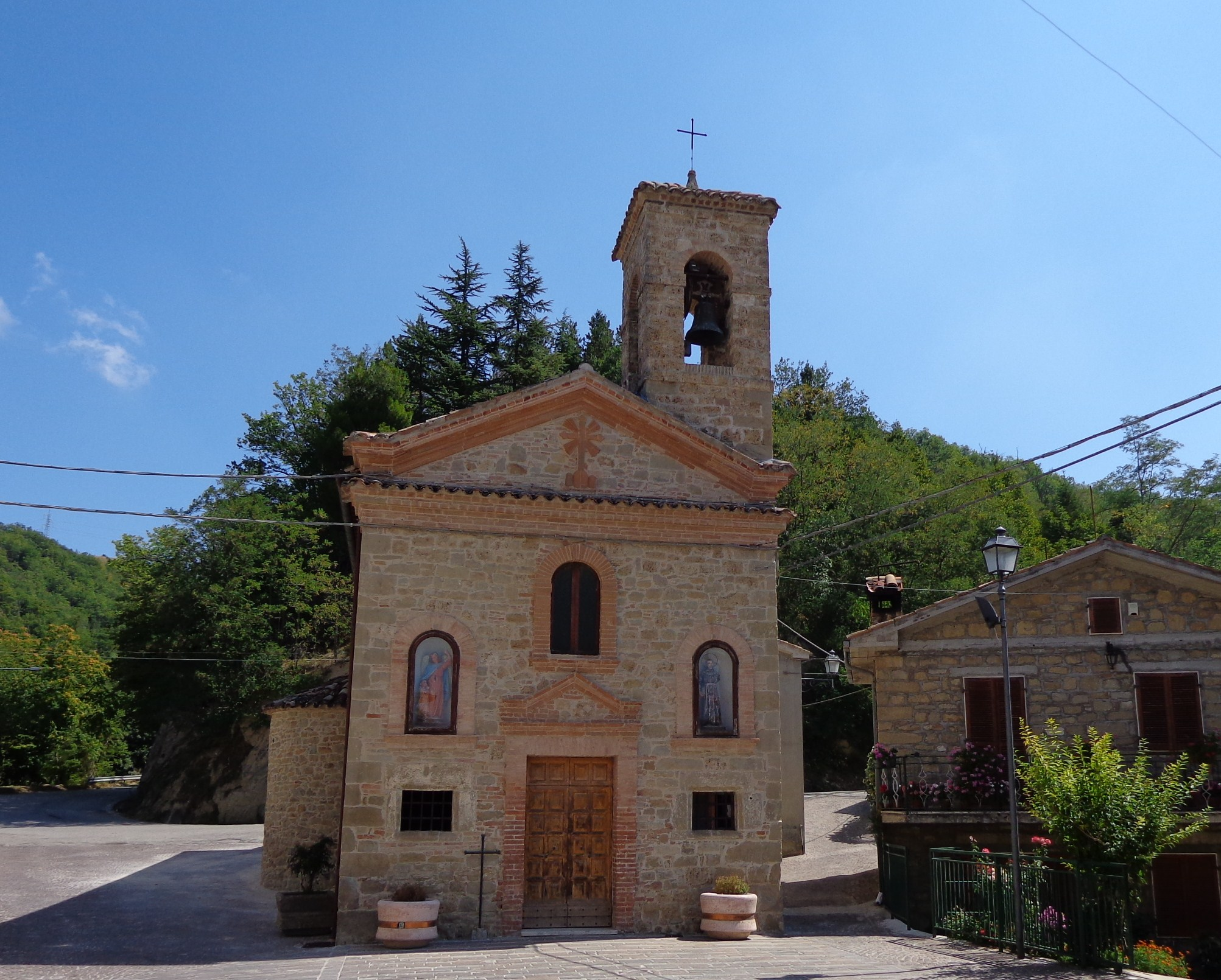
پالمیانو در ایتالیا

پالمیانو (به ایتالیایی: Palmiano) یک کومونه در ایتالیا است که در استان اسکولی پیچنو واقع شده‌است.

## خصوصیات
پالمیانو ۱۲٫۵ کیلومترمربع مساحت و ۲۰۸ نفر جمعیت دارد و ۵۵۰ متر بالاتر از سطح دریا واقع شده‌است.